# Ibn al-Awwam
Abū Zakariyyā Yaḥyā ibn Muḥammad Aḥmad b. al-ʿAwwam al-Ishbīlī al-Andalusī detto Ibn al-ʿAwwām (in arabo بو زكريا يحيى بن محمد أحمد بن العوام الإشبيلي الأندلسي‎?; Siviglia, ... – XII secolo)  (sesto secolo dell'Egira) fu un agronomo vissuto a Siviglia, capitale di al-Andalus, nel periodo storico chiamato dei reinos de taifas.

## Biografia
Ha scritto un monumentale Libro di agricoltura in trentuno libri che gli assicura un posto tra i maggiori agronomi della storia della disciplina.  Ibn al-ʿAwwām assolve al ruolo assolutamente peculiare di compendiare quanto di più significativo aveva offerto la grande agronomia latina a quanto di più originale offriva quella araba. Per la prima l'agronomo di Siviglia mostra la conoscenza più penetrante dell'opera di Columella, per la seconda sintetizza le acquisizioni di oltre venti maestri del sapere naturalistico in lingua araba, scienziati persiani, iracheni, palestinesi, egiziani e ispanici, tra i quali compaiono grandi botanici, geografi, veterinari.
Sulla conoscenza di Columella si deve annotare che il più recente commentatore arabo, Mohammed al-Fāʾiz, sostiene che le citazioni di Ibn al-ʿAwwām, tutte riferite a Giunio, rinvierebbero a Junius Anatolius di Berito (Beirut), non a Giunio Columella, ma l'esame, citazione per citazione, che ha condotto Antonio Saltini, mostra che ciascuna si riferisce a un preciso concetto dell'agronomo latino conterraneo, in quanto ispanico, del grande arabo.
La dote precipua di Ibn al-ʿAwwām è la straordinaria sensibilità naturalistica. Come Avicenna e Averroè, il dotto di Siviglia è aristotelico ma, a differenza di molti dottori del Medioevo latino, dell'aristotelismo non fa pretesto per dotte elucubrazioni a metà tra cattiva metafisica e fabulazione naturalistica, ma ne fa impulso per un'osservazione tanto penetrante della natura da precorrere la scienza sperimentale.
Esemplari le sue pagine sulle proprietà dei terreni, che presentano autentici precorrimenti della moderna pedologia, sulle coltivazioni arboree, grande passione musulmana, e, soprattutto, sulla veterinaria. Le sue descrizioni dei sintomi delle malattie del cavallo mostrano i frutti di una tradizione straordinaria, e rivelano che degli animali deceduti per le malattie più gravi i naturalisti arabi eseguivano l'autopsia, realizzando una connessione singolare tra sintomi e conseguenze anatomico-patologiche.
L'opera del naturalista arabo segna una tappa chiave nella storia della scienza: il suo Libro dell'agricoltura mostra conoscenze molto più evolute di quelle riscontrabili, alla stessa età, nei paesi occidentali cristiani. Nessun agronomo realizzerà più una sintesi comparabile tra il sapere occidentale e quello orientale, ma dopo di lui nessun agronomo, nell'immensa area geografica di cui riassume il pensiero, un'area estesa dall'Indo al Guadalquivir, scriverà più, in arabo, un'opera che possa essere considerata fondamentale anche per la scienza occidentale, che faticherà a rinascere, ma che, riconquistata nel Cinquecento la capacità di osservare i fenomeni naturali, conoscerà, dal Settecento, uno sviluppo travolgente tanto sul piano teorico quanto su quello delle applicazioni

## Opere
- Jose Antonio Banqueri (ed. e trad.), Libro de Agricultura del sevillano Ibn al-Awwam (s. XII-XIII), Madrid, 1802
- Le livre de l'agricolture, ACTES SUD (2000)